# NGC 671
NGC 671 is een spiraalvormig sterrenstelsel in het sterrenbeeld Ram. Het hemelobject werd op 17 september 1885 ontdekt door de Amerikaanse astronoom Lewis A. Swift.

## Synoniemen
- PGC 6546
- UGC 1247
- MCG 2-5-29
- ZWG 437.27
- IRAS01443+1252